# Choroba Wolmana
Choroba Wolmana (ang. Wolman disease) – rzadka choroba spichrzeniowa z grupy lipidoz, spowodowana niedoborem esterazy cholesterolowej. Objawia się w dzieciństwie pierwotną niedoczynnością kory nadnerczy. Na obraz kliniczny składają się zaburzenia wielonarządowe (m.in. duże zwapnienia w obu nadnerczach, hepatosplenomegalia) spowodowane zaburzeniami przemian cholesterolu. Ponadto występują tłuszczowe stolce, małopłytkowość i postępująca neurodegeneracja. Niezależnie od leczenia prowadzi do zgonu. Chorobę opisał izraelski neuropatolog Mosze Wolman i wsp. w 1961 roku.